# Massif de la Munia
Le massif de la Munia, ou parfois massif de Munia-Troumouse, est un massif de montagnes de la chaîne des Pyrénées dans le département des Hautes-Pyrénées en région Occitanie côté France, et dans la province de Huesca, dans la communauté autonome d'Aragon côté Espagne. Il mesure 12 km de long pour 9 km de large, et culmine au pic de la Munia à 3 133 mètres.
Géologiquement parlant, à cause de la nature sédimentaire élevée de ses roches et de sa position centrale dans la chaîne, le massif de la Munia fait partie de la zone axiale des Pyrénées. Il est le prolongement géologique et géographique du massif du Mont-Perdu en suivant la frontière entre l'Espagne et la France vers l'est.

## Géographie
Côté français, le massif s'arrête au niveau du cirque d'Estaubé à l'ouest ; il comprend les lignes de crête du cirque de Troumouse et du cirque de Barroude.
Côté espagnol, le massif inclut la sierra du pic de Cuezo (2 049 m), la sierra de Liena, et la sierra Pelada.
|                      | Massif du Néouvielle |                  |
| Massif du Mont-Perdu | Massif de la Munia   | Massif de Suelza |
|                      | Massif du Mont-Perdu |                  |

### Principaux sommets

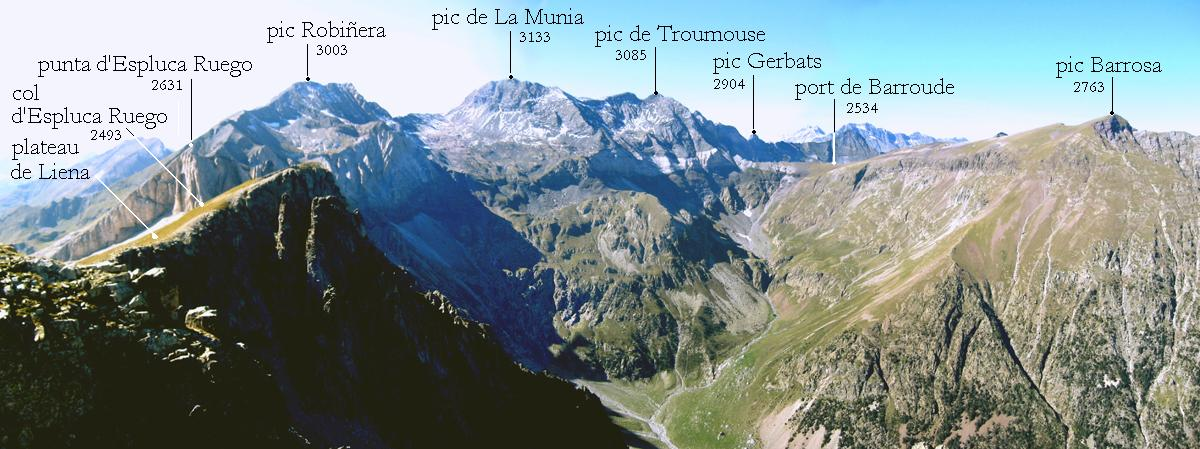
De gauche à droite : pics de Robiñera, Munia, Troumouse, Gerbats, et port de Barroude.

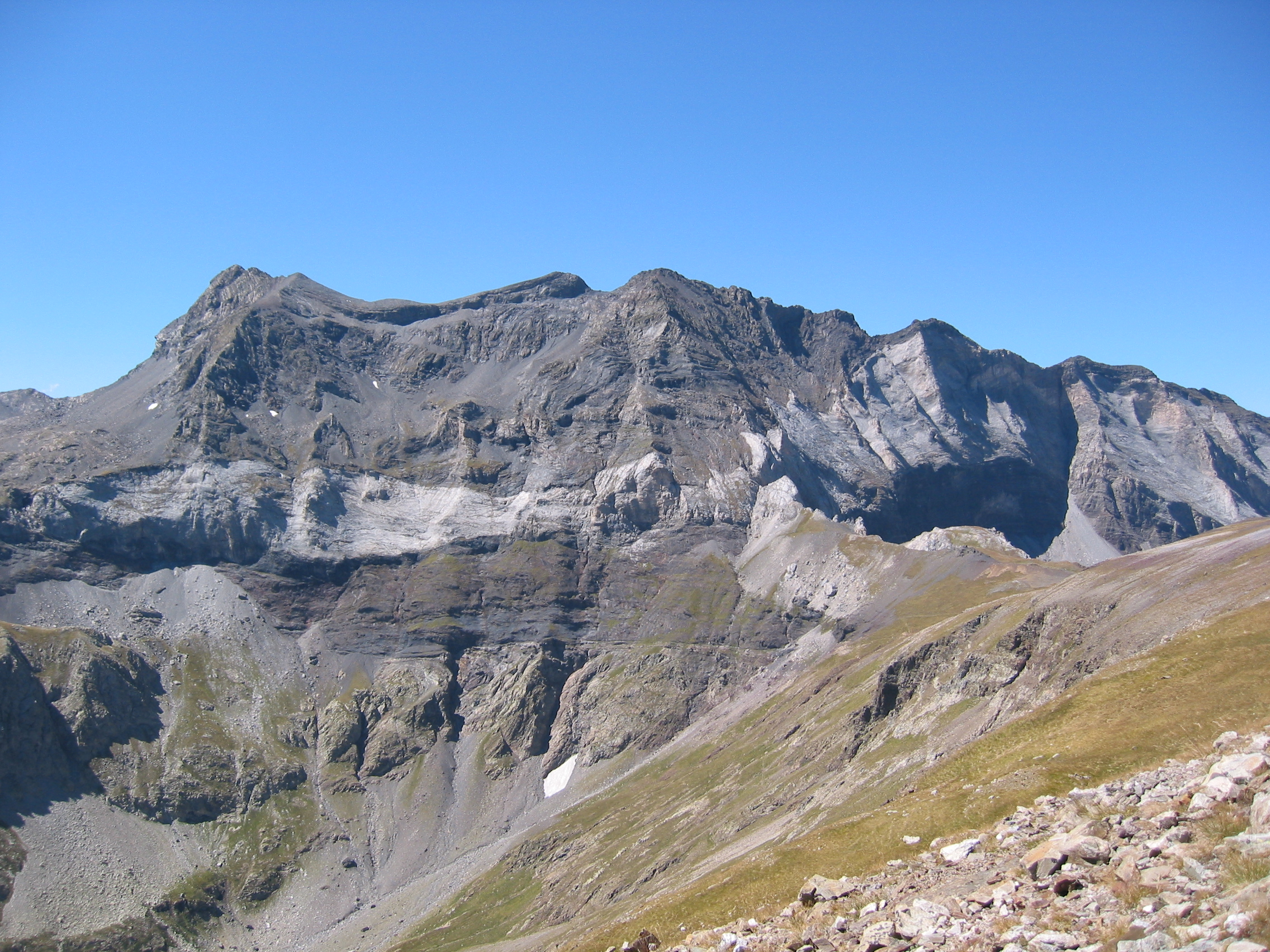
Pic de Troumouse.

| Sommet               | Altitude (mètres) | Coordonnées                 |
| -------------------- | ----------------- | --------------------------- |
| Pic de la Munia      | 3 133             | 42° 42′ 56″ N, 0° 07′ 58″ E |
| Pic de Serre Mourène | 3 090             | 42° 43′ 16″ N, 0° 08′ 07″ E |
| Pic de Troumouse     | 3 085             | 42° 43′ 22″ N, 0° 08′ 12″ E |
| Pic Heid             | 3 022             | 42° 43′ 42″ N, 0° 08′ 07″ E |
| Pic de la Robiñera   | 3 001             | 42° 42′ 09″ N, 0° 07′ 57″ E |
| Petit pic Blanc      | 2 959             | 42° 43′ 57″ N, 0° 08′ 03″ E |
| Pène Blanque         | 2 905             | 42° 42′ 40″ N, 0° 06′ 52″ E |
| Pic de Gerbats       | 2 904             | 42° 44′ 24″ N, 0° 07′ 56″ E |
| Pic de la Géla       | 2 847             | 42° 44′ 49″ N, 0° 08′ 22″ E |
| Pic Blanc d'Estaubé  | 2 828             | 42° 42′ 14″ N, 0° 04′ 14″ E |
| Pic de Gabiédou      | 2 809             | 42° 43′ 00″ N, 0° 05′ 03″ E |
| Pic de la Canau      | 2 766             | 42° 42′ 30″ N, 0° 04′ 17″ E |
| Pic de Bounèu        | 2 726             | 42° 42′ 58″ N, 0° 05′ 34″ E |
| Soum de Barroude     | 2 674             | 42° 43′ 25″ N, 0° 09′ 44″ E |
| Pic de Liena         | 2 605             | 42° 41′ 21″ N, 0° 10′ 07″ E |
| Pic Mota             | 2 580             |                             |
| Pic de Marioules     | 2 561             | 42° 44′ 03″ N, 0° 11′ 19″ E |

### Géologie
Les roches actuelles de surface sont composées de strates géologiques issues de roches sédimentaires de type calcaire, mais aussi grès et quartzite, formées au cours du Dévonien.
Au Paléogène, entre 66,0 à 23,03 Ma, la remontée vers le nord de la plaque africaine entraîne avec elle la plaque ibérique. Celle-ci, coincée entre la plaque africaine au sud et la plaque européenne au nord, va entrer en collision avec elles, formant la cordillère Bétique au sud et la chaîne des Pyrénées au nord. Au niveau de la zone du massif de la Munia, les roches sédimentaires sont alors progressivement comprimées et remontées en altitude entre −53 et −33 Ma durant l'Éocène.

## Activités humaines

### Économie

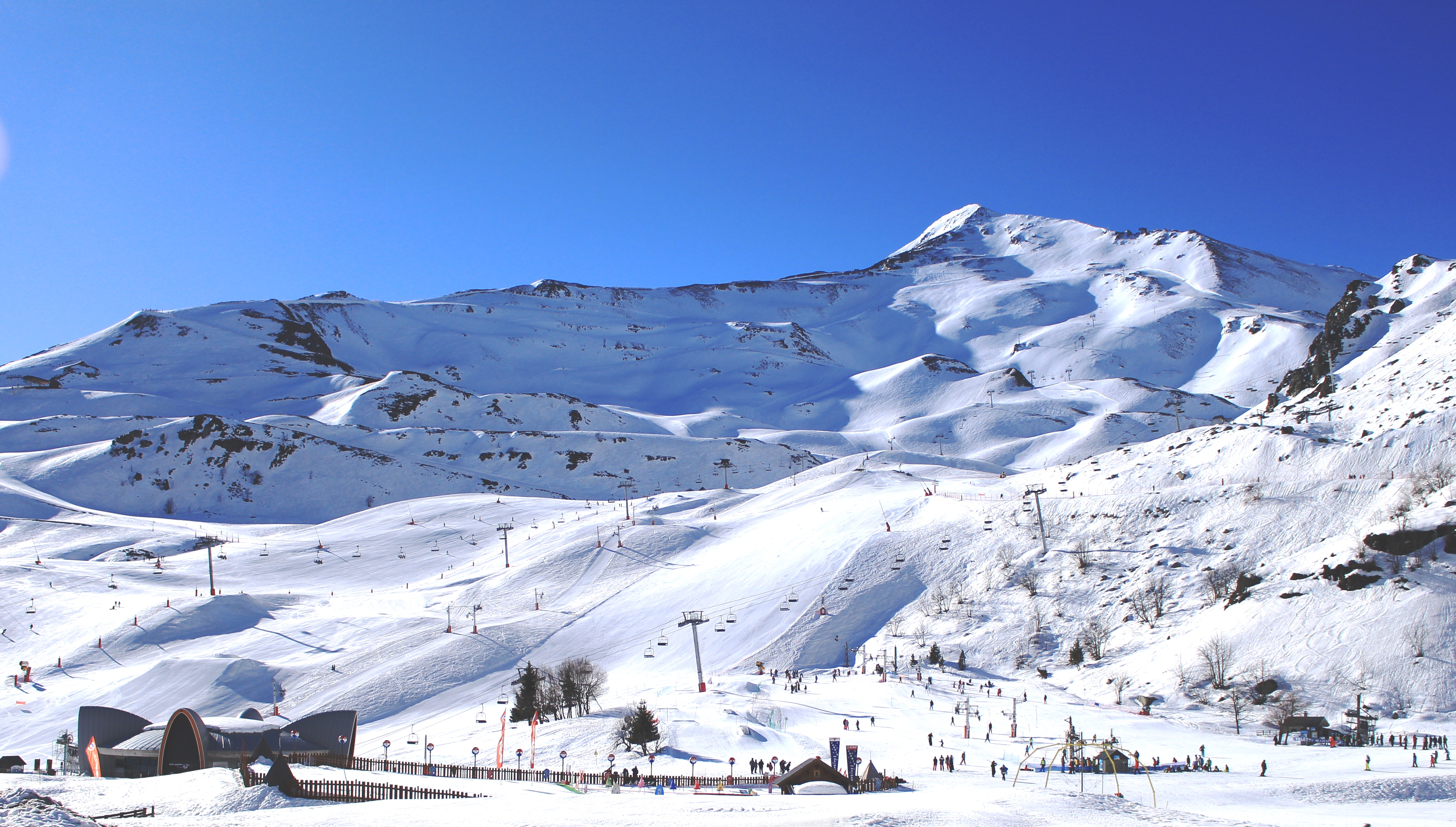
Station de Piau-Engaly.

- Station de ski de Piau-Engaly au nord-est, au-dessus de la vallée de la Géla et de la commune d'Aragnouet.